# Modren
Modren (bułg. Модрен) – dawna wieś w Bułgarii, w obwodzie Kyrdżali, w gminie Dżebeł. Wieś wymarła. Miejscowość została usunięta w 2012 roku, a jej tereny przyłączone do Miszewska.